# Fischeria polytricha
Fischeria polytricha är en oleanderväxtart som beskrevs av Joseph Decaisne. Fischeria polytricha ingår i släktet Fischeria och familjen oleanderväxter. Inga underarter finns listade i Catalogue of Life.